# ابنتنا (فلم)
ابنتنا (بالفرنسية: Notre fille)، هُو فيلم دراما كاميروني صدر سنة 1981 وأخرجه دانيال كاموا. عُرض الفيلم ضمن الدورة الثانية عشرة من مهرجان موسكو السينمائي الدولي. اختير الفيلم ليكون الترشيح الرسمي لدولة الكاميرون للتنافس على نيل جائزة الأوسكار لأفضل فيلم بلغة أجنبية خلال حفل توزيع جوائز الأوسكار الثالث والخمسين، لكنه لم يُختر ضمن القائمة النهائية للجائزة.

## طاقم التمثيل
- نيكول أوكالا في دور كوليت.
- دانيال كاموا في دور أندري.
- ستانيسلاس آوونا في دور مبارغا.
- إليز أنتانغانا في دور السيدة مبارغا.
- بيرث مبيا في دور شارلوت مبارغا.
- فلورانس نياس في دور ماريا.
- لوسيان مامبا.
- فرانسيس ميسي.
- بيرث إيفي إيبينا في دور مارثا.

## وصلات خارجية
- مقالات تستعمل روابط فنية بلا صلة مع ويكي بيانات